# Hrútafjörður

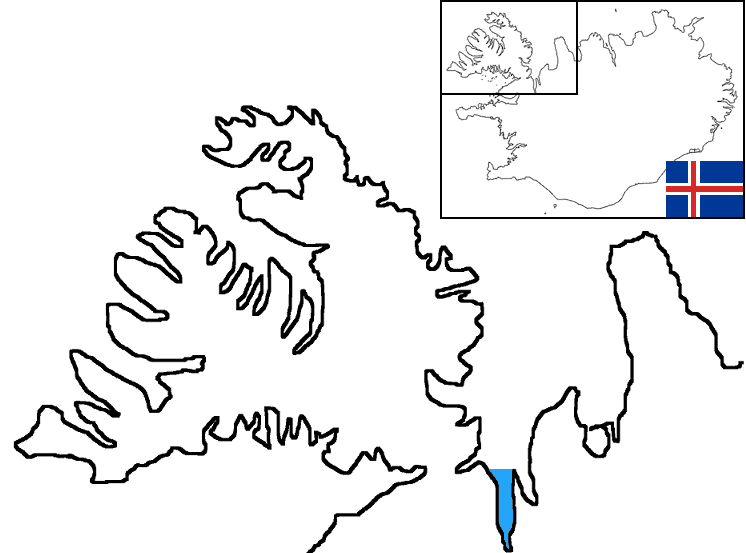
Locatie van de Hrútafjörður in IJsland

Hrútafjörður (Ramsfjord) is een fjord in het noordwesten van IJsland aan de oostrand van de regio Vestfirðir. Het is eigenlijk een zuidelijke uitloper van de baai Húnaflói.
Hoewel de fjord 36 kilometer lang is, waarmee het een van de langste fjorden van IJsland is, is deze maar 6 tot 7 kilometer breed. De Hrútafjörður heeft een gemiddelde diepte van 40 meter en er bevinden zich enkele kleine eilandjes in de fjord. De rivier Hrútafjarðará mondt uit in de uiterste zuidpunt van de Hrútafjörður. Het schiereiland Heggstaðanes scheidt de Hrútafjörður van de Miðfjörður, een kleine fjord in het oosten die ook in de Húnaflói-baai uitloopt.
Aan de westelijke kust van de Hrútafjörður ligt het gehucht Borðeyri.

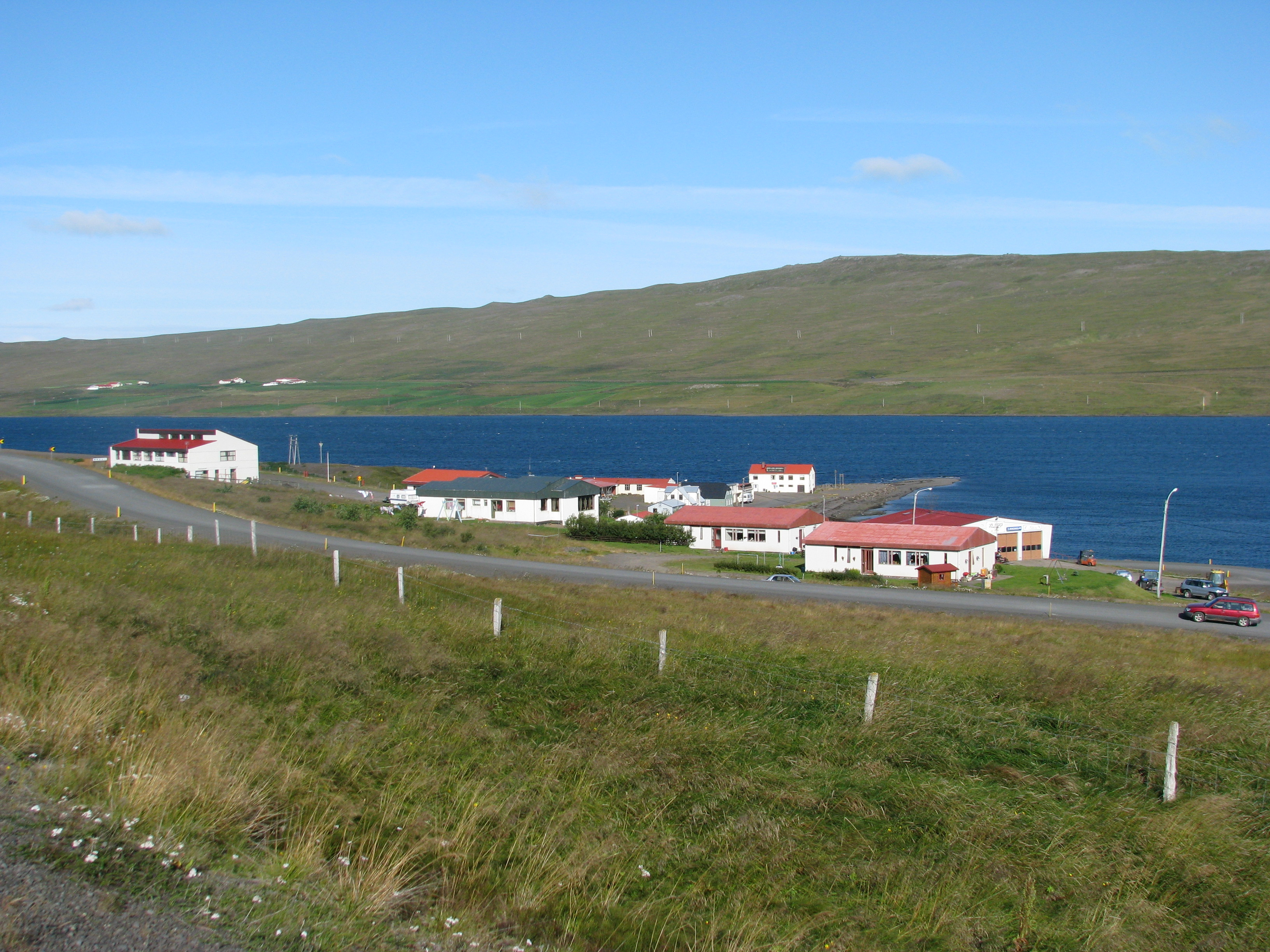
Borðeyri
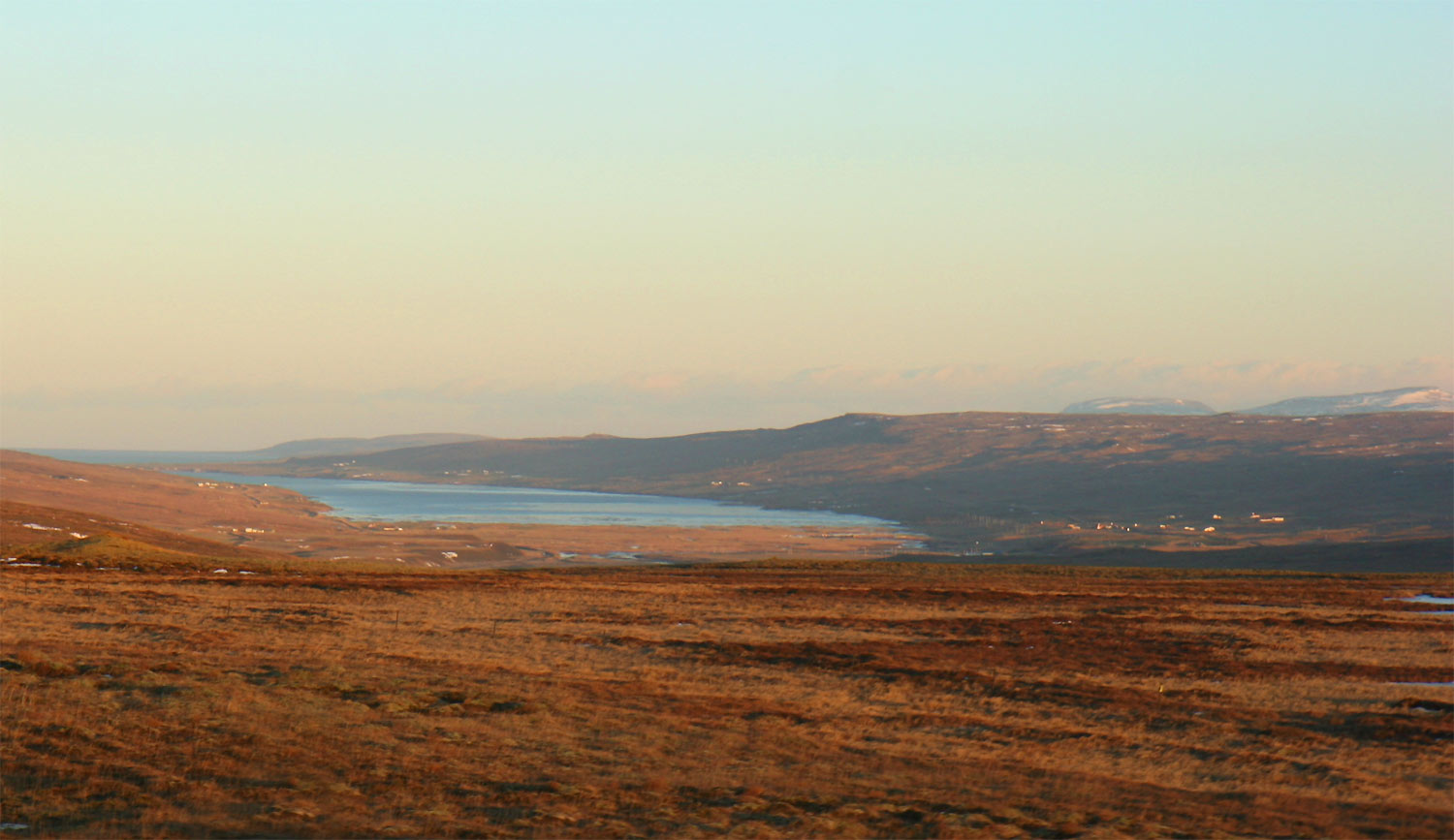
Zuidpunt van de Hrútafjörður
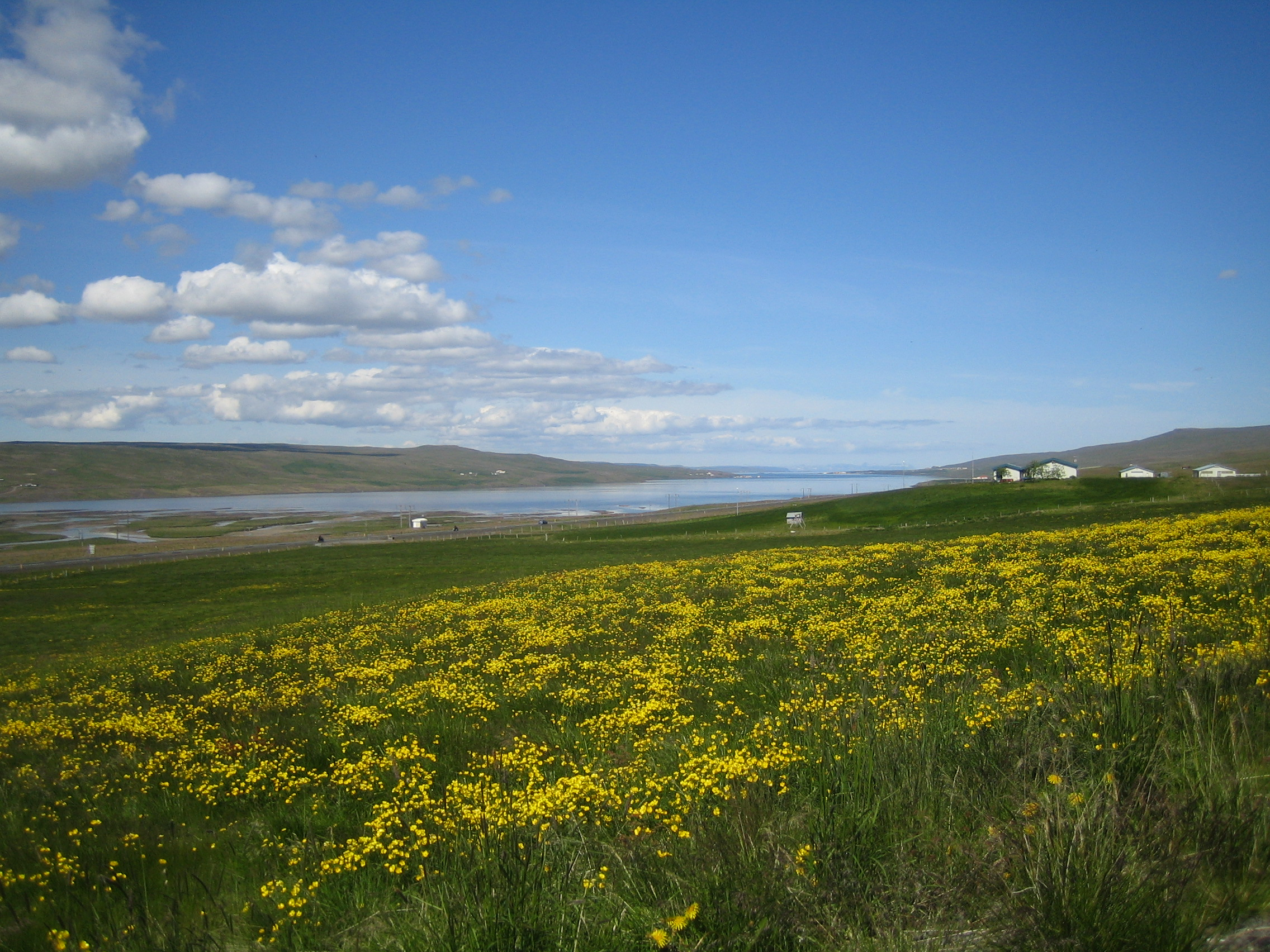
Hrútafjörður